# ストーリー・オブ・ラブ
『ストーリー・オブ・ラブ』（The Story of Us）は1999年のアメリカ合衆国のロマンティック・コメディ映画。
監督はロブ・ライナー、出演はブルース・ウィリスとミシェル・ファイファーなど。
結婚15年目で破局の危機を迎えた1組の夫婦が、初めての出会いから今日に至る過去の思い出を振り返る中で心が大きく揺れ動く姿を描いている。

## ストーリー
結婚して15年のベンとケイティは子供たちの前では仲のいい夫婦を演じているが、実際はほとんど口もきかず、たまに口を開けば言い争いという典型的な倦怠期夫婦である。そんな2人は、子供たちが夏休みのキャンプで長期間留守にするのをきっかけに別居生活を始める。
離れて暮らす2人の頭に浮かぶのは夫婦として過ごした15年間の日々ばかり。冷却期間を置いたことで2人は今でも相手を愛していることを自覚するが、実際に顔を合わせると、その度に些細なことでぶつかりあってしまう。

## キャスト
俳優の横のカッコ内はDVD日本語吹替キャスト。
- ベン・ジョーダン: ブルース・ウィリス（大滝進矢） - 作家。
- ケイティ・ジョーダン: ミシェル・ファイファー（佐々木優子） - ベンの妻。クロスワードパズル作家。
- エリン・ジョーダン: コリーン・レニソン（中村千絵） - ジョーダン夫妻の娘。10歳。
- ジョシュ・ジョーダン: ジェイク・サンドヴィグ（海老原英人） - ジョーダン夫妻の息子。12歳。
- マーティ: ティム・マシスン（てらそままさき） - エリンの同級生の父親。離婚したばかり。ケイティにアプローチする。
- スタン: ロブ・ライナー（塩屋浩三） - ジョーダン夫妻の親友。
- レイチェル: リタ・ウィルソン（一条みゆ希） - ジョーダン夫妻の親友。スタンの妻。
- デイブ: ポール・ライザー（内田直哉）- ベンの友人。
- ドット: ジェイン・ミードーズ（英語版） - ケイティの母親。
- ハリー: トム・ポストン（英語版） - ケイティの父親。
- リリアン・ジョーダン: ベティ・ホワイト - ベンの母親。
- アーニー・ジョーダン: レッド・バトンズ - ベンの父親。

## 作品の評価
Rotten Tomatoesによれば、批評家による一致した見解は「ブルース・ウィリスとミシェル・ファイファーの間のケミストリーのなさが、退屈で予測可能な『ストーリー・オブ・ラブ』を致命的に蝕んでいる。」であり、117件の評論のうち高評価は26%にあたる31件で、平均点は10点満点中4.80点となっている。
Metacriticによれば、33件の評論のうち、高評価は5件、賛否混在は15件、低評価は13件で、平均点は100点満点中37点となっている。